# Трабакул
Трабакул или трабакол (итал. trabaccolo - име потиче од итал. trabacca шатор, на шта подсјећају два бродска једра), источно јадрански обални теретни једрењак.

## Изглед
Дуг је до 30 м. Заобљеног -здепастог трупа на прамцу и оштре крме с усправном кремном статвом о коју је причвршћено уско и дуго крмило, која гази дубље него брод. Стога се крмило у плитким лукама мора подизати колотурником. У прошлости је имао два јарбола и два једра а на прамцу косник и изнад њега пречку. На прамцу има "очи" као украс а испод њих отворе за сидрене ланце. Прамчана страна завршава јабуком кој је неријетко моделована у облику људске главе. Крајем 18. и почетком 19. века, било је уобичајено да је трабакул наоружан са два или три топа.

## Модерни трабакул
Модерни трабакул нема косник. Крмено оглавно једро претворено је у сошно једро, а у крменом простору уграђен је дизел-мотор. На крменој палуби је кућица. У њој је кормиларница, кабина заповједника брода, кухиња и тоалет. Испод прамачане палубе је простор за посаду са 4 лежаја. Усред трупа је складиште за терет (носивост 150-200т).